# Thyreus incultus
Thyreus incultus är en biart som beskrevs av Maurits Anne Lieftinck 1968. Thyreus incultus ingår i släktet Thyreus och familjen långtungebin. Inga underarter finns listade i Catalogue of Life.